# Alain Lionel
Pour les articles homonymes, voir Lionel.
Alain Lionel est un acteur et metteur en scène de théâtre français.

## Biographie
Il est élève au Conservatoire national supérieur d'art dramatique en 1961.

## Filmographie

### Cinéma
- 1963 : La Prostitution de Maurice Boutel : Mario
- 1972 : Le Viager de Pierre Tchernia : le médecin de l'hôpital
- 1983 : Le Braconnier de Dieu de Jean-Pierre Darras : le médecin
- 1985 : Le Gaffeur de Serge Pénard : le pasteur
- 1993 : La Brune de Laurent Carcélès : le prêtre

### Télévision
- 1967 : La vie commence à minuit (série télévisée) : Henri Bartholet
- 1970 : La Brigade des maléfices (épisode Les Disparues de Rambouillet de Claude Guillemot) : M. Demartin
- 1973 : Au théâtre ce soir : Mascarin de José-André Lacour : Durelle
- 1975 : Ne coupez pas mes arbres de Jacques Samyn (téléfilm) : Hubert Belmont
- 1979 : Le Canard à l'orange (Emmenez-moi au théâtre), de William Douglas-Home, mise en scène de Pierre Mondy, réalisation d'André Flédérick, aux côtés de Jean Poiret, Christiane Minazzoli, Corinne Le Poulain et Annick Alane : John Brownlow
- 1989 : Le Saut du lit de Pierre Cavassilas (téléfilm) : Henri Bottin
- 1995 : Ne coupez pas mes arbres de Michel Treguer (téléfilm) : Hubert Belmont
- 1995 : L'Allée du Roi de Nina Companeez (mini-série)

## Théâtre
- 1961 : La Surprise de l'amour de Marivaux, mise en scène de Claude Régy, Théâtre de l'Atelier
- 1961 : OSS 117 de Jean Bruce, mise en scène Robert Manuel, Théâtre des Deux-Masques
- 1971 : Le canard à l'orange de William Douglas-Home, mise en scène Pierre Mondy, Théâtre du Gymnase
- 1973 : Boeing-Boeing de Marc Camoletti, mise en scène Christian-Gérard, Comédie Caumartin : Bernard
- 1988 : Mais qui est qui de Jean Barbier, mise en scène Michel Roux, Théâtre des Nouveautés
- 1989 : Le Bluffeur de Marc Camoletti, mise en scène Marc Camoletti, Théâtre Michel
- 1992 : Les Enfants d’Édouard de Marc-Gilbert Sauvajon, mise en scène Jean-Luc Moreau, Théâtre Édouard VII
- 1993 : Le canard à l'orange de William Douglas-Home, mise en scène Pierre Mondy et Alain Lionel, Théâtre Daunou
- 1994 : Le canard à l'orange de William Douglas-Home, mise en scène Pierre Mondy et Alain Lionel,  Théâtre Daunou